# 尼纳纳 (阿拉斯加州)
尼纳纳（英語：Nenana），是美国阿拉斯加州的一座城市。该市的人口在2000年为402人，2010年有378人。人口在阿拉斯加州排行第74。
1924年底至1925年初，諾姆爆發白喉疫情，為控制疫情，在嚴寒冬天中將白喉血清以狗拉雪橇接力方式花5天半從尼納納急送至路程相距1085公里的諾母。此行動如今演變為艾迪塔羅德狗拉雪橇比賽。